# Horalahalli, Tirumakudal Narsipur
Horalahalli là một làng thuộc tehsil Tirumakudal Narsipur, huyện Mysore, bang Karnataka, Ấn Độ.